# The Paper
The Paper é um filme americano de 1994, do gênero comédia, dirigido por Ron Howard.

## Sinopse
O pano de fundo é a rotina do Sun, um tabloide de Nova Iorque, com os problemas pessoais e particulares das pessoas que trabalham neste órgão. Em meio a isso, a trama gira em torno de dois brancos assassinados e dois jovens negros que são acusados de terem cometido o crime e a tentativa de alguns repórteres de mostrarem que os jovens acusados são inocentes.
O filme ocorre em um período de 24 horas. Henry Hackett (Michael Keaton) é o editor de metrô do New York Sun, um tabloide fictício da cidade de Nova York. Ele é um viciado em trabalho que ama o que faz, mas as longas horas e os baixos salários o levam ao descontentamento. Ele corre o risco de experimentar o mesmo destino que seu editor-chefe, Bernie White (Robert Duvall), que colocou seu trabalho em primeiro lugar, à custa de sua família.
O dono do jornal, Graham Keighley (Jason Robards), enfrenta dificuldades financeiras, então conta com Alicia Clark (Glenn Close), a editora-chefe e rival de Henry, impondo cortes impopulares. A esposa de Henry, Martha (Marisa Tomei), uma repórter do grupo Sun, em licença e com um filho prestes a nascer, está cansada porque parece ter cada vez menos tempo de seu marido, além de realmente não gostar de Clark. Martha o exorta a considerar seriamente uma oferta para deixar o Sun e se tornar um assistente de editor-chefe no New York Sentinel, um jornal de ficção baseado no The New York Times, o que significaria mais dinheiro, horas mais curtas, mais respeitabilidade, porém seria um trabalho aborrecido para seus gostos.

## Elenco
- Michael Keaton .... Henry Hackett
- Robert Duvall .... Bernie White
- Glenn Close .... Alicia Clark
- Marisa Tomei .... Martha Hackett
- Randy Quaid .... Michael McDougal
- Jason Robards .... Graham Keighley
- Jason Alexander .... Marion Sandusky
- Spalding Gray .... Paul Bladden
- Catherine O'Hara .... Susan
- Lynne Thigpen .... Janet
- Jack Kehoe .... Phil
- Roma Maffia .... Carmen
- Clint Howard .... Ray Blaisch
- Geoffrey Owens .... Lou

## Principais prêmios e indicações
- Recebeu uma indicação ao Oscar na categoria de melhor canção original (Make Up Your Mind).